# Living Hell
Living Hell è un film del 1999 diretto da Shugo Fujii.
Film horror giapponese girato in 9 giorni.

## Trama
Durante una notte, una coppia viene brutalmente assassinata nella loro abitazione da un'anziana signora e sua figlia, evase dal manicomio. Le assassine riescono a far sparire le proprie tracce, finché, un anno dopo, vengono accolte da un loro lontano parente. In questa nuova casa, con il capofamiglia lontano per lavoro, le due assassine prendono di mira il figlio disabile Yasu, rendendogli la vita un vero inferno, torturandolo e umiliandolo giornalmente. Intanto, il giornalista Mitsu, interessato alla vicenda di queste due donne, indagando su di loro giunge ad una verità incredibile, ma anche lui cadrà vittima di Chiyo e Yuki, le due assassine.

## Citazioni e collegamenti ad altre pellicole
Il film è stato soprannominato, sin dalla sua uscita, il Non aprite quella porta giapponese per importanti somiglianze con il film del 1974; è inoltre evidente l'influenza esercitata sul regista dal cinema horror italiano degli anni '80, soprattutto per le atmosfere, l'efferatezza e il livello di splatter di alcune scene.
Sono presenti anche citazioni di alcuni famosi film:
- il protagonista Yasu si vede servito come pietanza il suo canarino, come nel film Che fine ha fatto Baby Jane?
- il protagonista disabile ed inerme che viene torturato senza via di scampo, come nel film Misery non deve morire
- l'evoluzione del protagonista è molto simile a quella che si verifica nel film Repulsione.